# Johann Peter Süssmilch
Johann-Peter Süssmilch, pasteur et démographe prussien (Zehlendorf, Brandebourg, 3 septembre 1707 - 22 mars 1767, Berlin)

## Biographie
Aumônier dans l'armée de Frédéric II, il est l'auteur de Die göttliche Ordnung, L'Ordre divin dans les changements du genre humain, prouvé d'après la naissance, la mort, et la propagation de l'espèce, ouvrage qu'on peut considérer comme le premier traité de démographie. La première édition date de 1741, la seconde, enrichie de nombreuses observations, de 1761. Une traduction en français  a été publiée par l'INED.
Le pasteur Süssmilch a été le premier à tenter de traiter systématiquement la question du taux de masculinité, et il a introduit à ce sujet le constat que « pour 1 000 fillettes nées, il vient 1 050 garçons », une formule promise au succès parmi les démographes malgré ses problèmes évidents.
Le pasteur s'intéressa aussi à la linguistique, et chercha à démontrer la parenté de l'allemand avec les langues orientales notamment slaves.